# Werner-Aßmann-Halle
La Werner-Aßmann-Halle est une salle omnisports située à Eisenach en Thuringe en Allemagne. Elle tient son nom du handball allemand Werner Aßmann (de)
La salle est principalement utilisée pour les rencontres de handball.

## Liste des équipes sportives
- Handball : ThSV Eisenach